# اول برای مبارزه
اول برای مبارزه (به انگلیسی: First to Fight) یک فیلم سینمایی تکنی‌کالر آمریکایی در ژانر فیلم جنگی محصول سال ۱۹۶۷ با بازی چاد اورت ، مریلین دیوین ، دین جاگر ، بابی تروپ، بابز واتسون و جیمز بست است.  این اثر برداشتی آزاد از نبرد ایووجیما می‌باشد.   